# أدام أمبرا
أدام أمبرا (27 أغسطس 1993 بسكاليتسا في سلوفاكيا - ) هو لاعب كرة قدم سلوفاكي في مركز الدفاع. شارك مع منتخب سلوفاكيا تحت 19 سنة لكرة القدم ومنتخب سلوفاكيا تحت 21 سنة لكرة القدم. أما مع النوادي، فقد لعب مع UC AlbinoLeffe ‏.

## وصلات خارجية
- أدام أمبرا على موقع قاعدة بيانات كرة القدم.إي يو (الإنجليزية)
- أدام أمبرا على موقع Soccerway.com (الإنجليزية)